# Hof Johannliemke
Der Hof Johannliemke ist ein denkmalgeschützter Einzelhof in Verl, einer Stadt im Kreis Gütersloh (Nordrhein-Westfalen). Die große, in einheitlicher Fachwerkbauweise errichtete Hofanlage ist seit dem Jahr 1984 als Baudenkmal Nummer 4 in die städtische Denkmalliste eingetragen.

## Geschichte und Architektur
Der Hof wurde 1153 urkundlich erwähnt. Die aus mehreren Gebäuden bestehende, von Eichen umgebene Hofanlage wird von einer Gräfte umflossen, die aus dem südlich der Anlage vorbeiführenden Wapelbach gespeist wird. Das Haupthaus ist ein mächtiger Vierständerbau mit Satteldach. Nach einer Inschrift wurde es 1822 nach einem Brand über alten Fundamenten wieder errichtet. Der Wirtschaftsgiebel kragt zweifach vor. Das Dielentor ist reich dekoriert, das Flett ist durchlichtet, das Kammerfach ist einseitig breiter. Zum Ensemble des Hofes zählen neben dem Haupthaus weitere Gebäude mit teilweise deutlich über 100-jähriger Geschichte. 
Etwas abseits vom Haupthaus steht der Backspeicher, ein kleines, 1509 erbautes Fachwerkgebäude mit geschlämmten Ziegelfachen auf hohem Natursteinsockel unter Satteldach. Es verfügt über einen sehr großen Ständerquerschnitt sowie über mit profilierten Knaggen ausgekragten und verbretterten Giebeldreiecken.

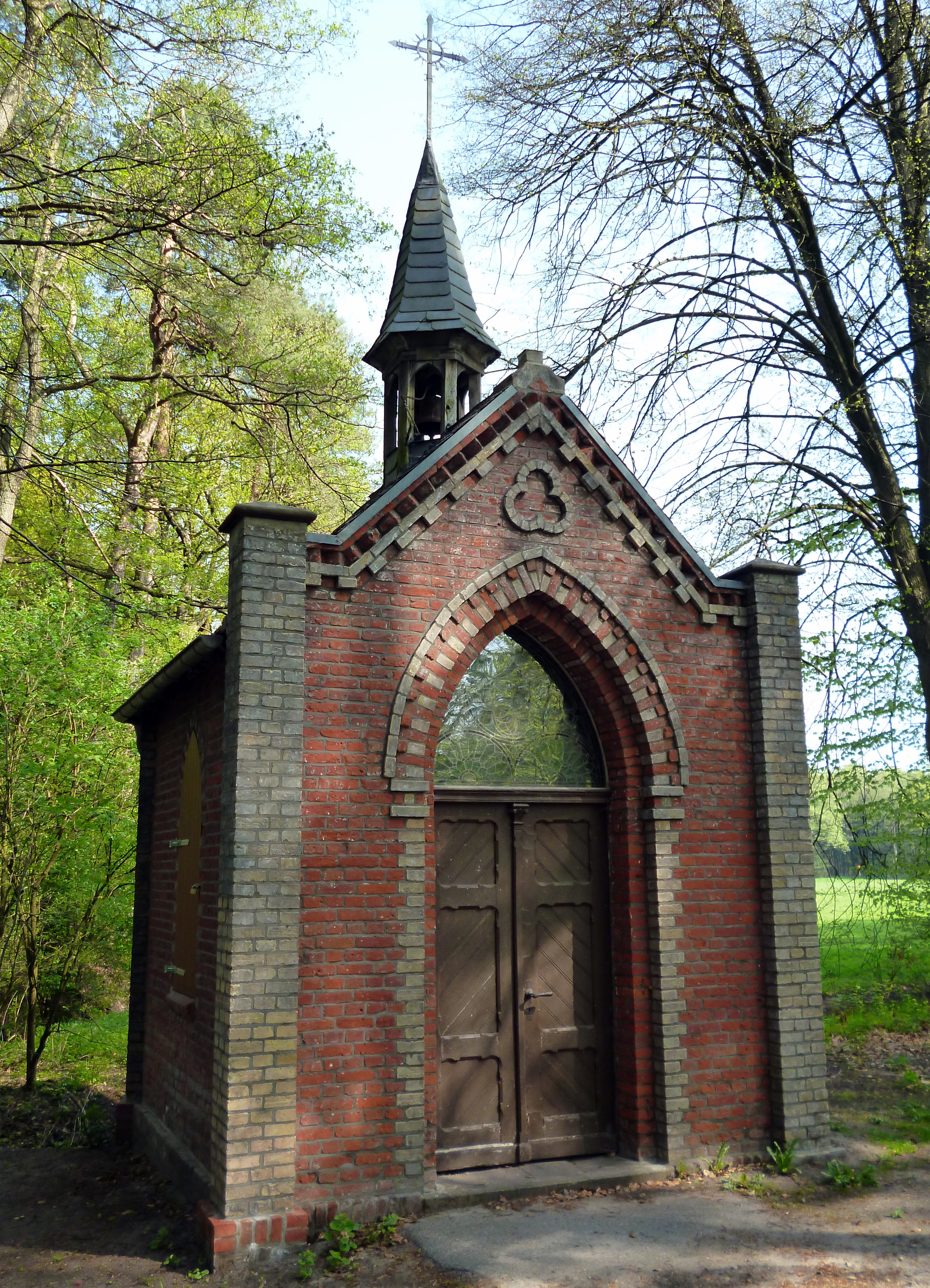
Markuskapelle

Der Schafstall von 1595 ist ein Vierständerhaus mit je zwei großen Toren an den Giebelseiten. Die Giebeldreiecke kragen auf Balkenköpfen vor, das Giebelrähm ist mit Flechtbandschnitzerei verziert. Das Nebengebäude wurde später angebaut. Ferner gehört ein Schweinestall zur Anlage, bei dem es sich um ein langgestrecktes Fachwerkgebäude handelt, das ebenfalls über einen Natursteinsockel unter Satteldach verfügt. Auch bei diesem Gebäude finden sich Giebeldreiecke auf leicht vorkragenden Knaggen. Ein Hühnerstall als geschlämmter Ziegelfachwerkbau sowie ein langgestrecktes Scheunengebäude ergänzen die Anlage. Einige der Scheunen und Ställe sind Gebäude des 20. Jahrhunderts. 
Die als Markuskapelle bekannte Prozessionskapelle an der Zufahrtsallee des Hofes, auch Mühlenstraße genannt, wurde 1881 aus geschlämmtem Backstein erbaut. Das neugotische Gebäude ersetzte eine Vorgängerkapelle aus Fachwerk.